# ميخائيل كيث سميث
ميخائيل كيث سميث (بالإنجليزية: Michael Keith Smith)‏ هو سياسي بريطاني، ولد في 1953، وتوفي في 3 يوليو 2010. حزبياً، نشط في حزب استقلال المملكة المتحدة.